# Maik Nakić
Maik Nakić est un footballeur suisse d'origine croate né le 17 janvier 1992. Il évolue au poste de milieu de terrain au FC Sion II.

## Palmarès

### En équipe nationale
- Suisse -17
  - Vainqueur de la Coupe du monde des moins de 17 ans en 2009